# بيفرلي ارتشر
بيفرلي ارتشر (بالإنجليزية: Beverly Archer)‏ هي كاتبة سيناريو وممثلة أمريكية، ولدت في 19 يوليو 1948 في أوك بارك في الولايات المتحدة.

## وصلات خارجية
- بيفرلي ارتشر على موقع IMDb (الإنجليزية)
- بيفرلي ارتشر على موقع ألو سيني (الفرنسية)
- بيفرلي ارتشر على موقع أول موفي (الإنجليزية)
- بيفرلي ارتشر على موقع قاعدة بيانات الأفلام السويدية (السويدية)
- بيفرلي ارتشر على موقع إن إن دي بي (الإنجليزية)
- بيفرلي ارتشر على موقع قاعدة بيانات الفيلم (الإنجليزية)
- بيفرلي ارتشر على موقع كينوبويسك (الروسية)